# Penka Anghelova
Penka Emilova Anghelova (în bulgară Пенка Емилова Ангелова, n. 25 aprilie 1949, Silistra, Republica Populară Bulgaria) este o filologă, traducătoare și activistă literară, culturală și politică bulgară.

## Biografie

### Cariera academică
A absolvit Gimnaziul „Exarhul Iosif I”, secția germană, din Loveci (anterior: Gimnaziul umanist „Ernst Тelman”) în 1967 și apoi studii de filologie germană la Universitatea din Sofia în 1972. Și-a susținut în 1981 teza de doctorat cu tema „Herman Hesse și tradițiile clasice și romantice germane (1919-1932) (Die Rezeption klassisch-romantischer Dichtung und Weltauffassung im Erzählwerk Hermann Hesses (1919-1932)“ la Universitatea Friedrich Schiller din orașul Jena. Penka Anghelova este profesoară de cultura și literatura germană la Departamentul de Germanistică și Neerlandistică a Universității Sf. Chiril și Metodiu din Veliko-Tărnovo și profesoară de civilizație europeană și cultură germană la catedra de Studii Europene a Universității Anghel Kăncev și la Centrul Interuniversitar European Bulgaro-Român (BRIEUC) din Ruse.
Ea este președinte al Societății Internaționale Elias Canetti și membru al Societății Austriece pentru Literatură (Österreichische Gesellschaft für Literatur), al Societății Jura Soyfer (Jura Soyfer Gesellschaft), al Asociației Internaționale pentru Lingvistică și Literatură Germană (Internationale Vereinigung für germanische Literatur- und Sprachwissenschaft, IVG) și al Uniunii Germaniștilor din Bulgaria. A făcut parte din consiliul de administrație al INST (Institut zur Erforschung und Förderung internationaler Kulturprozesse/Институт за изследване и насърчаване на международни културни процеси) și a fost șef al Departamentului de Studii Europene al Uniunii oamenilor de știință din Bulgaria.

### Activitatea cultural-politică
În 1992 Penka Anghelova a fondat Societatea Internațională Elias Canetti și a fost aleasă primul său președinte. În 1993 a înființat Biblioteca Austriacă din Veliko-Târnovo și în anul 2005 Biblioteca Austriacă Elias Canetti din Ruse. În calitate de președinte al Societății Internaționale Elias Canetti Penka Anghelova a inițiat publicarea revistei Elias Canetti. Zeitschrift für transdisziplinäre Kulturforschung. Ea a fost directorul proiectului internațional „2005 – anul Canetti” și a unui proiect privind strategia de comunicare pentru aderarea Bulgariei la UE. În calitate de director al proiectului „2005 - anul Canetti” Penka Anghelova a organizat conferințe și expoziții dedicate lui Elias Canetti la Viena, Berlin, Budapesta etc. și a inițiat numeroase evenimente, lecturi literare, expoziții, conferințe dedicate anului Canetti.

## Lucrări

### Monografii
- „Romanwelten. Ansichten zum Roman des 20. Jahrhunderts“. Велико Търново: Издателство „ПИК“, 1995.
- „Elias Canetti. Spuren zum mythischen Denken“. Wien: „Zsolnay“, 2005.
- "Europäische Zivilisation". Schriftenreihe der Elias Canetti Gesellschaft Bd. 8. St. Ingbert: Röhrig Universitätsverlag, 2012.

### Eseuri
- „Mich liebt, o Mutter, ein Feuerdrache. Seitensprünge einer Germanistin“. Велико Търново: Издателство „ПИК“, 1996.
- „Ich sehe was, was du nicht siehst. Seitensprünge einer Germanistin“. St. Ingbert: Röhrig Universitätsverlag, 2002 (разширено и допълнено издание на „Mich liebt, o Mutter, ein Feuerdrache“).

### Traduceri
- Elias Canetti, „Тайното сърце на часовника“. Съвместно с Ана Димова. Велико Търново: Издателство „ПИК“, 1999.
- Elias Canetti, „Провинцията на човека“. Велико Търново: Издателство „ПИК“, 2002.
- Leontina Arditti, „An meinem Ende steht mein Anfang“. Wien: Milena Verlag, 2002 (Превод от български на немски: Леонтина Ардити, „Съхранени броеници“. София: Издателство „Шалом“, 1995.)
- Elias Canetti, „Мъчение на мухи. Притурка от Хемпстед. Записки 1942-1972“. Велико Търново: Издателство „ПИК“, 2006.
- Михаел Крюгер, „Торинска комедия. Записки на един управител на наследство“. София: Издателство „Балкани“, 2008.
- Илия Троянов, „Посегателство над свободата. Истерия за сигурност, полицейска държава и ограничаване на гражданските права“. Съвместно Юли Цее. Русе: МД „Елиас Канети“, 2009.
- Илия Троянов, „Кучешки времена Революцията менте - 1989“. София: Издателство „Сиела“, 2012. ISBN: 978-954-28-1035-3
- Дорон Рабинович, И без това. София: Издателство „MAGA Welding“, 2012.
- Хуго Портиш, „Сега накъде“. Русе: МД „Елиас Канети“, 2012.
- Паулус Хохгатерер, „Сладостта на живота“. Русе: МД „Елиас Канети“, 2012. ISBN: 978-954-92453-9-4
- Ирис Ханика, „Същината“. Русе: МД „Елиас Канети“, 2013.
- Марк Дегенс, „Нашият попмодернизъм“. Русе: МД „Елиас Канети“, 2014.

### Compilații
- „Autobiographie zwischen Fiktion und Wirklichkeit“/ Hrsg. Penka Angelova, Emilia Staitscheva. Schriftenreihe der Elias Canetti Gesellschaft, Bd. 1. St. Inberg: Röhrig Universitätsverlag, 1997. ISBN: 3-86110-134-3
- „Die Massen und die Geschichte“ / Hrsg. Penka Angelova, Schriftenreihe der Elias Canetti Gesellschaft, Bd. 2. St. Inberg: Röhrig Universitätsverl., 1998. ISBN: 3-86110-155-2
- „Pulverfass Balkan. Mythos oder Realität“/ Hrsg. Penka Angelova/Judith Veichtlbauer, Schriftenreihe der Elias Canetti Gesellschaft, Bd 3. St. Inberg: Röhrig Universitätsverl., 1998.
- "Elias Canetti und Hermann Broch"/ Hrsg. Penka Angelova, Marianne Gruber, Paul Michael Luetzerer. - St. Ingbert : Röhrig Universitätsverl., 2009. Schriftenreihe der Elias Canetti Gesellschaft ; Bd. 5
- "Erinnerungskulturen im Vergleich" / Hrsg.Penka Angelova, Manfred Müller - St. Ingbert : Röhrig Universitätsverl., 2011. Schriftenreihe der Elias Canetti Gesellschaft ; Bd. 7
- Elias Canetti, „Caneti über den Tod“. München: Hanser Verlag, 2003. ISBN:3-446-20239-0
- Elias Canetti, „Canetti über die Dichter“. München: Hanser Verlag, 2004. ISBN:3-446-20470-9
- Elias Canetti, „Слуховидецът на века“. Русе: МД „Елиас Канети“, 2014.

## Premii și titluri onorifice
- Ordinul Insigna de onoare al RDG (1986).
- Crucea de Onoare pentru Știință și Cultură a Republicii Austria (2002). (2002).
- Premiul pentru cultură al orașului Ruse (2006).